# Ecteinascidia remanea
Ecteinascidia remanea is een zakpijpensoort uit de familie van de Perophoridae. De wetenschappelijke naam van de soort werd in 2001 voor het eerst geldig gepubliceerd door het echtpaar Claude en Françoise Monniot.